# Ophiomyia vulgaris
Ophiomyia vulgaris är en tvåvingeart som beskrevs av Spencer 1982. Ophiomyia vulgaris ingår i släktet Ophiomyia och familjen minerarflugor. Inga underarter finns listade i Catalogue of Life.